# Емаус
Емаус (грч. Ἐμμαούς, лат. Emmaus, хебр.  арап. عِمواس)‎ је антички град, поменут у Јеванђељу по Луки (Лук. 1-7), и јеванђеље по Марку (16,12-13). где описује прво појављивање Исуса Христа двојици ученика након смрти и васкрсења на путу за Емаус.
Емаус се налазио у Галилеји, 11 км североиточно од Јерусалима. Данас је тешко утврдити тачну локацију библијског Емауса. Најчешће се узима да је Емаус био најближе градићу Емаус Никополис, који данас као туристичка дестинација привлачи велики број туриста који посећују Свету земљу.